# 마타마타거북
마타마타거북(Chelus fimbriatus)은 남아메리카 북부(브라질, 베네수엘라)의 오리노코강에 서식하는 거북이다. 밤에 활동하고 연못이나 강에 서식한다. 몸을 옆으로 구부려 넣는 점이 다른 부엉이들에 비해 특이하다.